# Niki Rattle

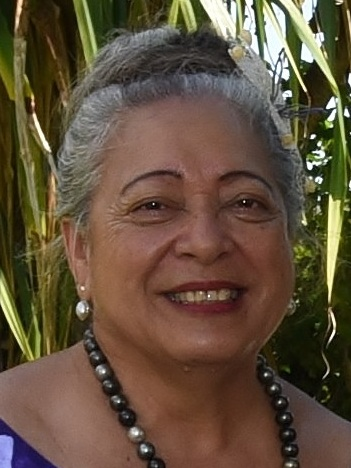
Niki Rattle auf dem Speaker’s Chair 2017.

Niki Rattle (geb. 1951 in Manihiki) war Speaker of the Cook Islands Parliament (22. Mai 2012–15. Februar 2021). Sie war zuvor 18 Jahre lang Sekretärin des Roten Kreuzes der Cookinseln. Sie wurde von Premierminister Henry Puna ernannt, obwohl sie zu der Zeit nicht dem Parlament angehörte.

## Leben
Rattle hat eine Ausbildung als Krankenschwester (Registered Nurse). Vor ihrer Ernennung war sie 18 Jahre lang Sekretärin des Cook Islands Red Cross. Sie wurde vom Premierminister Henry Puna am 22. Mai 2012.

### Karriere
Die Ernennung von Rattle wurde von der Opposition kritisiert, welche erwartet hatte, dass ein gewählter Abgeordneter diese Position hätte einnehmen sollen. Sie wurde 2014 erneut als Sprecherin ernannt. Damit war sie verantwortlich für die Abläufe des Parlaments in Übereinstimmung mit den Prinzipien der Verfassung, mit den Standing Orders und Prozeduren des Parlaments. Rattle steht zur Gender-Equality im Parlament, auch als Präsidentin des National Council of Women, Präsidentin des Women’s Counselling Centre. Rattle beteiligte sich an dem ersten Women’s Practice Parliament in the Cook Islands 2015 und erneut 2017, wo sie den Frauen die Rollen und Verantwortlichkeiten eines Parlamentsmitglieds vorstellte. Sie engagiert sich in der Arbeit der Commonwealth Women Parliamentarians Group.
Am 15. Februar 2021 trat Rattle als Speaker zurück mit der Begründung, das es wichtig sei, dass Amtsinhaber „von Zeit zu Zet aufgefrischt werden müssten“ („refreshed from time to time“). Tai Tura wurde ihr Nachfolger.
Im Januar 2022 wurde sie als Ombudsfrau ernannt.